# Think
Think är en soullåt komponerad av Aretha Franklin och Ted "Teddy" White. Låten lanserades som singel av Aretha Franklin 1968 och togs med på albumet Aretha Now. Texten är en uppmaning till kvinnlig frigörelse.
Franklin framförde låten i en scen i filmen The Blues Brothers 1980. Låten spelas även i filmerna Före detta fruars klubb och På spaning med Bridget Jones.

## Listplaceringar
- Billboard Hot 100, USA: #7[1]
- Billboard R&B Singles: #1
- UK Singles Chart, Storbritannien: #26[2]
- Tyskland: #32[3]
- Nederländerna: #9[4]